# Collège Saint-Joseph de Lomé
Pour les articles homonymes, voir Collège Saint-Joseph.
Le collège Saint-Joseph de Lomé est un établissement d'enseignement général situé dans le quartier de N'Kafu, commune du Golfe 2, Ville de Lomé au Togo,,,,,,,.

## Historique

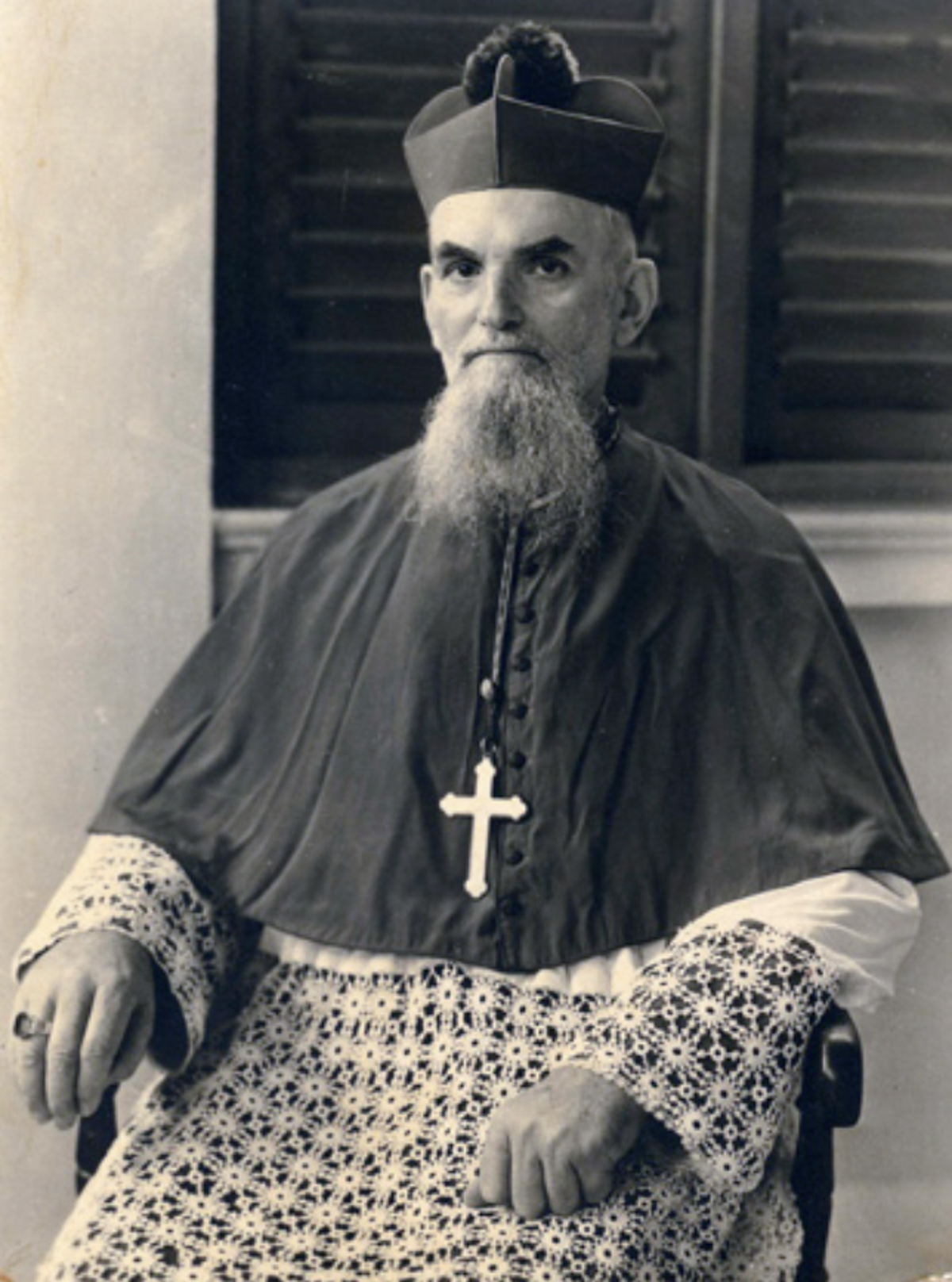
Monseigneur Joseph Strebler

Le collège Saint-Joseph de Lomé est fondé par monseigneur Joseph Strebler en 1948. Le 15 mars 2008, le Collège fête ses 60 ans. La construction du bâtiment pris fin 1950. Officiellement, le collège est inauguré par le gouverneur Diogo le 22 octobre 1950. Les garçons à l’époque sont séparés des filles pour les cours. Ce n'est qu'à partir de 1977 que cette école deviendra mixte sur la demande de l'État togolais.

## Formation
Au collège Saint-Joseph de Lomé, les élèves reçoivent un enseignement général sanctionné par le baccalauréat en vigueur au Togo.

## Admission
L'admission se fait sur inscription avec des pièces demandées par l'établissement.
- Jean-Pierre Fabre
- Denis Komivi Amuzu-Dzakpah
- Atsutsè Kokouvi Agbobli